# 도고 까나리오

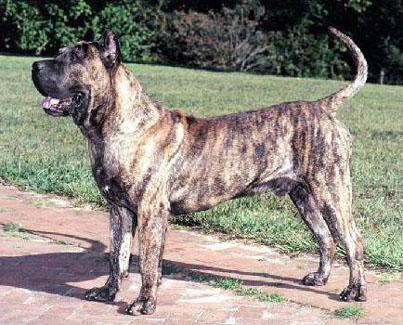
도고 까나리오

도고 까나리오(Dogo Canario), 페로 드 프레사 카나리오(Perro de Presa Canario, Canary Mastiff)는 몰로세르형의 대형 개 품종이다. 이 품종의 이름은 스페인어이며 카나리아의 캐치독을 의미하며 "프레사 까나리오", 단순히 "프레사"로 줄여 말하기도 한다. 도고 까나리오는 카나리아의 몰로세르를 뜻한다. 그란카나리아섬의 동물의 상징이다.

## 모습
도그 월드지에 따르면 도고 까나리오는 미국의 인류학자 Carl Semencic 박사가 스페인의 카나리아 제도 밖으로 세계 처음으로 들여왔으며 육중한 근육 몸매를 자랑하는 대형견이다. 머리는 크고 사각형 모양에다 강력한 단두형이다.
수컷의 바람직한 표준 키는 시들할 때 23~26인치이며 최소 몸무게는 45 킬로그램에 이른다. 암컷의 바람직한 표준 키는 시들할 때 22~25인치이며 수컷 최대 몸무게는 65 킬로그램, 암컷 최대 55 킬로그램이다

## 소유에 대한 법적 제한
이 품종의 수입 및 판매는 오스트레일리아, 뉴질랜드에서 금지되어 있다.